# Jaime Passier-Armstrong
Pour les articles homonymes, voir Passier et Armstrong.
Jaime Passier-Armstrong est une actrice néo-zélandaise née le 24 août 1981 à Queenstown.

## Biographie
Jaime Passier-Armstrong est surtout connue pour avoir joué le rôle de Jay Copeland (en) dans la série Shortland Street,.

## Filmographie
- 1995 : Tala Pasifika
- 1995 : Mysterious Island (série télévisée) : Ovelanui 'Nui' (2 épisodes)
- 2000 : Jubilee : Lucille Williams
- 2001 : No One Can Hear You : Tracey Johnson
- 2001 : Jumping Ship (téléfilm) : Jonas
- 2001 : Crooked Earth : Ripeka Bastion
- 2001 : Ihaka: Blunt Instrument (téléfilm) : la nièce d'Ihaka
- 2003 : Street Legal (en) (série télévisée) : Donna (2 épisodes)
- 2003 : Power Rangers : Force Cyclone (série télévisée) : Skyla (2 épisodes)
- 2009 : Legend of the Seeker : L'Épée de vérité (série télévisée) : Constance
- 2009 : The Cult (série télévisée) : Kelly
- 2006-2010 : Shortland Street (série télévisée) : Jay Copeland (92 épisodes)
- 2010 : Days of Forgiveness (téléfilm) : la réceptionniste
- 2011 : 2020 : Le Jour de glace (Ice) (mini-série) : Tanya (2 épisodes)
- 2011 : Underbelly: Land of the Long Green Cloud (série télévisée) : Isobel Wilson (3 épisodes)